# Sergio Poblete
Sergio Poblete Garcés, né le 18 novembre 1918 à Santiago du Chile et mort le 25 novembre 2011 à Liège en Belgique, est un militaire chilien, général de la Force aérienne nationale (FACh).

## Biographie
Nommé secrétaire d’État à l'industrie lourde, il reste fidèle au président Salvador Allende à la suite du coup d'état du 11 septembre 1973. Il fut détenu et torturé, et put quitter le pays en octobre 1974 à la suite des efforts du gouvernement belge. Devenu consultant en aéronautique, il dénonça lors de son exil en Belgique les exactions commises par le régime militaire. Il fait notamment partie des plaignants au nom desquels sera opérée l’arrestation d'Augusto Pinochet en 1998.
Il fut euthanasié à la suite d'un cancer généralisé, dans le respect de la réglementation belge sur le suicide assisté.
Une place porte son nom à Liège, ville où il résida lors de son exil.

## Distinction
- Citoyen d'honneur de Liège[2].